# Soroksári út
A Soroksári út Budapest IX. kerületének (és egész Budapestnek) az egyik legjelentősebb észak-déli főútvonala, az 5-ös főút fővárosi szakaszának része. Noha az utat ma már csak a IX. kerületben nevezik így, folytatását pedig Helsinki útnak (XX. kerület), illetve Grassalkovich útnak (XXIII. kerület), történelmileg az egykori Pest és Soroksár települések közötti teljes útszakasz ezt a nevet viselte.

## Története
A mai 5-ös főút már a római korban kiépült és nyomvonala azóta is szinte változatlan. Contra-Aquincum táborából indult Dacia provincia felé. 

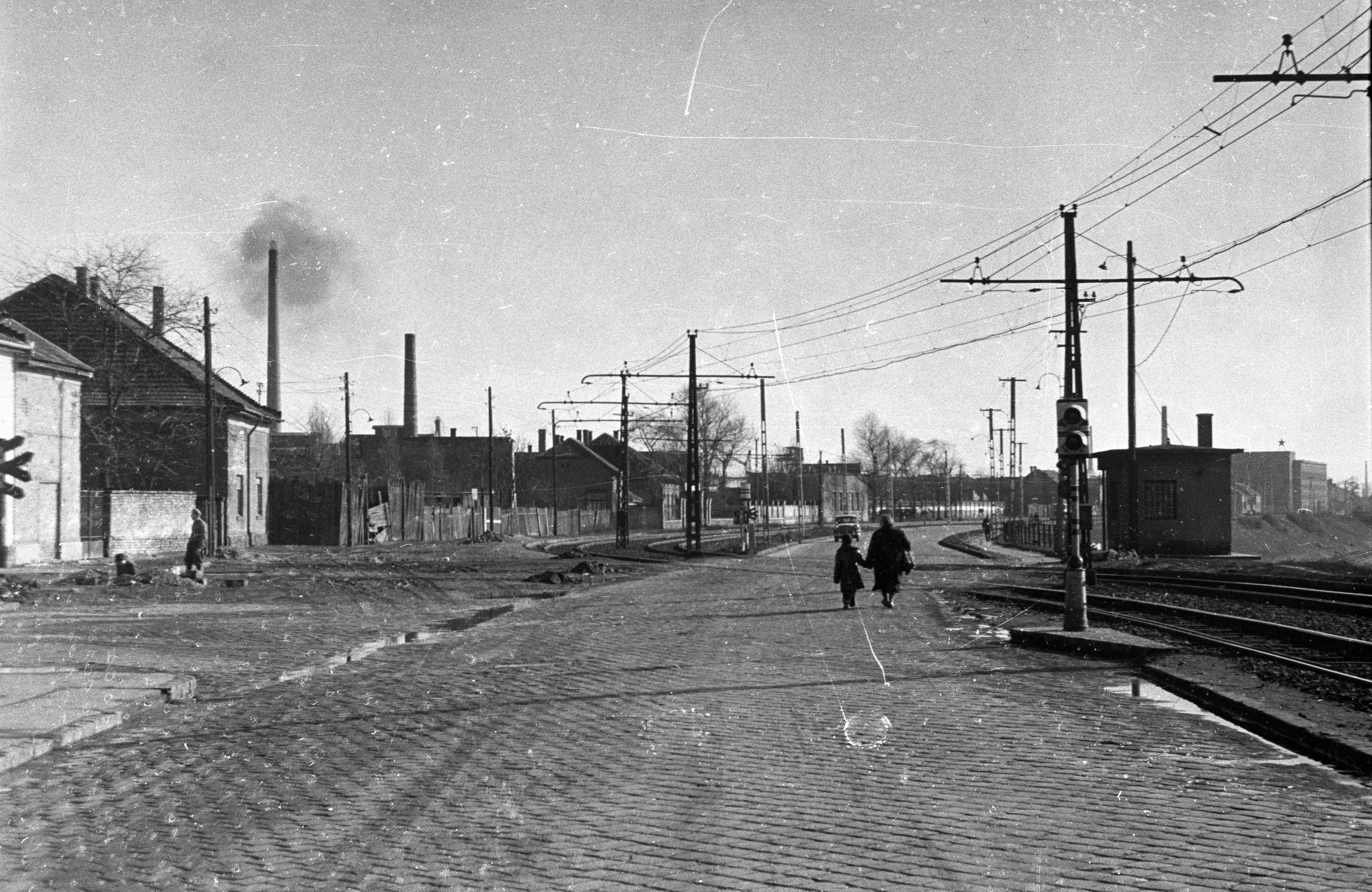
A mai Helsinki és Nagysándor József utcák sarka 1960-ban. Itt ma egy felüljáró vezet át a sínek fölött

Ennek az útnak sokáig a leggyakoribb elnevezése a budai nagyút, Pest felé vezető nagyút, vagy egyszerűen Nagyút („via magna”) volt. A mai Kálvin téri, az egykori Kecskeméti kaputól induló és Soroksárig tartó, a pesti városfalon kívüli szakaszát 1776-1777-ben nevezték el hivatalosan is Soroksári útnak (Sorokscharer strasse). Ezen belül a kapu és a mai Boráros tér közötti szakasz 1777-ben Haraszti utca, 1782-ben Ócsai utca, 1784-ben pedig Kecskeméti utca néven volt ismeretes. 1802-től ez a rész is Soroksári lett, egészen 1906-ig, amikor is felvette a ma is használatos nevét: Ráday utca. A Haraszti és Ócsai utcák „elvándoroltak” az 5-ös és 510-es főút elágazásához. A városhatár felé haladva a Gyáli-patak után található elágazástól kezdve az 5-ös út neve lett az Ócsai utca, míg az 510-esé a Haraszti utca. Ezeket vélhetően már korábban is így nevezték azok után a települések után, amerre vezettek (Ócsa, illetve Dunaharaszti). Ezen elágazás mellett volt a környék sokáig egyetlen épülete, a Gubacsi határcsárda. A csárdáról 1727-ben keletkezett az első feljegyzés, melynek épülete máig is áll a Grassalkovich út 209-es szám alatt. Pest határához közelebb volt egy akasztófa is felállítva, elrettentésül a környék bűnözőinek.
1815-től kezdve éjszakánként olajmécsesekkel lett megvilágítva, 1821-re pedig már a 3 legfontosabb hadiút egyike. Ekkorra József nádor szépítési terveinek nyomán Pest városa saját költségén egészen Soroksárig felújíttatta, nyomvonalát kőtörmelékkel töltötték fel, két oldalán vízelvezető árkot ástak. Az 1860-as években már igen forgalmas utat újra felújították, kő alapra épített makadámutat alakítva ki belőle. 1873-tól lóvasút is közlekedett rajta egészen a gubacsi határcsárdáig. Eddigre már szinte a teljes ferencvárosi szakasz beépült. Az út közlekedésben betöltött szerepét jelentős mértékben átvette az 1882 decemberében átadott Budapest–Szabadka-vasútvonal, valamint az 1887-ben átadott HÉV vonal.
Budapest 1873-as megalakulásakor a mai ferencvárosi szakasz Budapest része lett. 1950-ben Nagy-Budapest létrejöttével a teljes út Budapest határain belülre került. Az út elnevezése 1873-tól kezdve feltagolódott a településhatárok (illetve 1950 január 1-jén az azokból lett mai kerülethatárok) mentén. A XX. kerületbe (Erzsébetfalva) érve Helsinki út, majd a XXIII. kerületbe (Soroksárra) érve a település újraalapításától számítva nagyjából 150 évig Fő út, a Magyar Népköztársaság idején Marx Károly út, majd a rendszerváltás után Grassalkovich út lett. Itt a Gyáli-patak utáni elágazástól Haraszti út (510-es út) és Ócsai út (5-ös út) lett, a nyomvonalakon következő legközelebbi nagyobb települések után.
A terület iparvidék, régebben több, gyárakba vezető iparvágány is keresztezte az utat.

## Nevezetes épületek, épületegyüttesek, létesítmények
| Kép | Név                                                                               | Építés ideje             | Elhelyezkedés | Megjegyzés | Iparvágány |
| --- | --------------------------------------------------------------------------------- | ------------------------ | ------------- | --- | ---------- |
|     | Budapest-Dunapart teherpályaudvar                                                 | 1880–1883                | 1-30.         | A Petőfi híd és és a Lágymányosi híd közötti területemn feküdt, a Soroksári út Duna felöli oldalán. Az 1950-es években a csepeli HÉV vágányainak kiépülése miatt csökkent a pályaudvar területe. Az 1990-es években elbontották. |            |
|     | eklektikus stílusú bérház                                                         | 19. sz.                  | 6.            | |            |
|     | eklektikus stílusú bérház                                                         | 19. sz.                  | 8-10.         | |            |
|     | Pesti Molnárok és Sütők Gőzmalma                                                  | 1868                     | 14.           | 1933-ban szűnt meg. Később elbontották. |            |
|     | Gizella Gőzmalom                                                                  | 1880                     | 16.           | Tervezte: Bachmann Károly. 1963-ig működött. Később felújították, lakóházként működik. |            |
|     | eklektikus stílusú bérház                                                         | 19. sz.                  | 18.           | |            |
|     | Concordia Gőzmalom                                                                | 1866                     | 24.           | Tervezte: Wechselman Ignác. Malomként 1939-ig működött. Hosszabb időn át a Malomipari Múzeum működött egy részében. |            |
|     | Zwack József és Társa Magyar Királyi Likőr-, Rum- és Ecetszesz gyára (Unicum Ház) | 1892                     | 26.           | Jelenleg Unicum múzeumként is működik. |            |
|     | Fővárosi Csatornázási Művek Ferencvárosi Szivattyútelep                           | 1889                     | 31.           | |            |
| ,   | Flóra Gyertyagyár (Flora Első Magyar Stearingyertya és Szappangyár Rt.)           | 1868                     | 33.           | Az 1990-es években elbontották, OBI áruház épült a helyére. |            |
|     | OBI áruház                                                                        |                          | 33.           | |            |
|     | Haller Gardens                                                                    | 2008                     | 34.           | Irodaház. |            |
|     | Hedrich & Strauss Királymalma                                                     | 1880                     | 44.           | A 20. század első felében elbontották. |            |
|     | Hungária Árpagyöngy- és Köleskásagyár (Hungária Gőzmalom)                         | 1893                     | 48-52.        | 1963-ban megszűnt, épületeit kisebb vállalatok használják. |            |
|     | eklektikus stílusú bérház                                                         |                          | 51.           | |            |
|     | szecessziós stílusú bérház                                                        | 1910-es évek             | 56.           | |            |
|     | Budapesti Marhaközvágóhíd és Húsfeldolgozó Vállalat                               | 1872                     | 58.           | Tervezője: Hermann von der Hude. 1984-ig üzemelt. 2019-ben nagyrészt elbontották. |            |
|     | Weiss Manfréd Első Magyar Konzerv- és Ércárugyár                                  | 1882                     | [58. mellett] | A Budapesti Marhaközvágóhíd mellett lógott ki a sarka a Soroksári úthoz. Valójában a Máriássy utcához tartozott a telek. A gyárat az 1990-es években bontották el.                                                               |            |
|     | Vágóhíd kocsiszín                                                                 | 1887                     | 60.           | 2000-ben bontották el a telep épületeit, a déli oldalán 2006-ban meghosszabbították a Kvassay Jenő utat. |            |
|     | Ferencvárosi I. számú Gázgyár (Ferencvárosi Légszeszgyár, Budapesti Légszeszgyár) | 1884                     | 74.           | A Ferencvárosi I. számú Gázgyárban a gáztermelés 1921-ben állt le. Tesco áruház épült a helyére. |            |
|     | Tesco áruház                                                                      |                          | 74.           | |            |
|     | Régi iskolaépület                                                                 | 19. sz.                  | 75-77.        | Egy időben Szersa Oktatási Központként működött. |            |
|     | Budapesti Gyümölcs- és Főzelék Konzervgyár (Magyar Konzervipar)                   |                          | 86.           | |            |
|     | eklektikus stílusú bérház                                                         | 19. sz.                  | 88.           | |            |
|     | Soroksári út vasútállomás                                                         |                          | 103. (?)      | A Budapest–Kunszentmiklós-Tass–Kelebia-vasútvonalhoz tartozik. |            |
|     | Soroksári út rendező vasútállomás                                                 |                          | 105-től (?)   | Teherpályaudvar, személyforgalma nincs. A Budapest–Kunszentmiklós-Tass–Kelebia-vasútvonalból kiinduló, Csepel-szigetre vezető vonalhoz tartozik.                                                                                 |            |
|     | Soroksári úti elemi iskola és óvoda                                               | 1909-1910                | 134-136.      | Tervező: Fleischl Róbert. Ma a Jaschik Álmos Művészeti Szakgimnázium működik benne. Épült Bárczy István kislakás- és iskolaépítési programja keretében.                                                                          |            |
|     | Fegyver- és Gázkészülékgyár (FÉG)                                                 | 1891-től több részletben | 158.          | 2004-ben megszűnt, területét több kisebb vállalat használja. |            |
|     | Hazai Fésüsfonó és Szövőgyár                                                      | 1923                     | 164.          | A Fegyver- és Gázkészülékgyár telepén szélén létesült. Megszűnt, területét több kisebb vállalat használja. |            |